# Tribes
Tribes är en spelserie av fps-spel med de utmärkande dragen att man har jetpacks och att man kan glida längs marken, på engelska kallat "skiing".

## Spel i serien
- Starsiege: Tribes
- Tribes 2
- Tribes Aerial Assault
- Tribes: Vengeance
- Tribes: Ascend